# Struga (powiat bytowski)
Struga (dodatkowa nazwa w j. kaszub. Strëga) – wieś  w Polsce  położona w województwie pomorskim, w powiecie bytowskim, w gminie Parchowo.
Wieś kaszubska  na Pojezierzu Bytowskim położona na południowo-wschodnim krańcu Parku Krajobrazowego Dolina Słupi, nad rzeką Słupią, jest częścią składową sołectwa Żukówko.

Na północ od Strugi znajduje się jezioro Jasień.
W latach 1975–1998 miejscowość administracyjnie należała do województwa słupskiego.

## Zabytki
- W Strudze znajduje się  uznawana za jedną z najstarszych na świecie funkcjonujących elektrowni wodnych - Elektrownia wodna Struga na Słupi[6].